# Relaciones Bangladés-España
Las relaciones España-Bangladés son las relaciones bilaterales entre estos dos países. Bangladés tiene una embajada en Madrid y dos consulados: en Barcelona y Zaragoza. España tiene una embajada en Daca.

## Relaciones diplomáticas
La Embajada de España en Daca se abrió en 2008, lo que ha propiciado una mayor presencia de España y lo español en Bangladés. Las relaciones diplomáticas entre los dos países son buenas, sin contenciosos importantes. Aunque tradicionalmente la presencia de España ha sido muy reducida en el país asiático, las relaciones bilaterales van intensificándose progresivamente, fomentando un mayor conocimiento mutuo.
Una de las cuestiones bilaterales de mayor contenido son las concernientes al ámbito migratorio. Ambos países cooperan en buena sintonía para prevenir y luchar contra la migración irregular. Desde el punto de vista cultural, destaca la presencia en Daca de una Cátedra de Lengua y Cultura Española en el Instituto de Lenguas Modernas de la Universidad de Daca, financiada por la empresa española Inditex, que cuenta en la actualidad con cinco profesores de español y unos 400 alumnos locales. Con el apoyo de la Embajada de España, en 2014 la Cátedra Inditex ha puesto en marcha un programa para la impartición de español a diplomáticos bangladesíes.

## Relaciones económicas

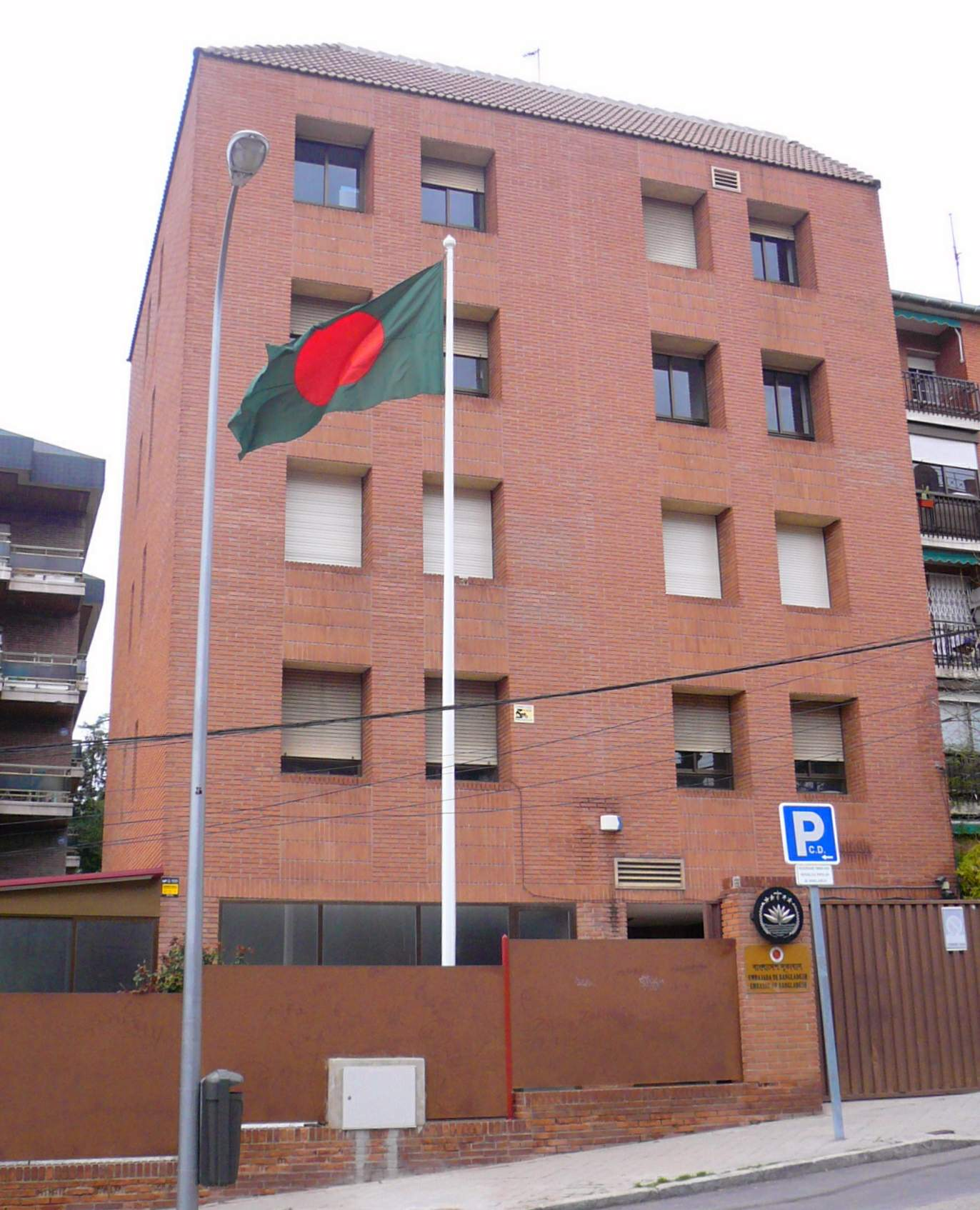
Embajada de Bangladés en Madrid

La balanza comercial bilateral arroja un importante déficit en contra de España, con una muy baja tasa de cobertura. España importó de Bangladés por valor de 1.507 millones de euros en 2014 y exportó por valor de 107.
Las importaciones españolas se concentran prácticamente todas en el sector de la confección textil (un 95%). Muchas de estas importaciones son efectuadas por empresas españolas que compran en Bangladés. Los fabricantes suelen ser bangladesíes, a menudo muy dependientes en diseño, estándares económicos y sociales y distribución a estas grandes empresas, si bien formalmente no suele existir vinculación jurídica. También hay otras, de tipo medio, que surten luego a minoristas de pequeña y mediana dimensión en España. Finalmente, hay algún fabricante que ha establecido su empresa directamente en Bangladés y exportan en buena medida su ropa a España.
Las exportaciones se concentran en sectores en buena medida también vinculados al textil: maquinaria, tanino y materias colorantes, productos químicos
orgánicos y otros productos químicos y productos plásticos son las principales partidas.

## Cooperación
En el Plan Director 2009-2012 de la Cooperación Española, Bangladés se incluyó en la segunda categoría de países prioritarios, como País de Asociación Focalizada, es decir, dentro de aquel grupo de países en los que no existen oportunidades para establecer un marco de asociación a largo plazo, y en los que las actuaciones de cooperación se centran en un único sector clave o en más de uno pero bajo un único enfoque, con el objetivo de aumentar el impacto de las mismas.
Teniendo por tanto en cuenta dicho mandato, la concentración sectorial en Bangladés se produjo en el sector de género. En estos momentos la mayor parte de las intervenciones de cooperación española han terminado o están a punto de terminar. Debido al proceso de concentración geográfica de la Cooperación Española, no se aprobarán probablemente más proyectos para Bangladés en un futuro próximo.